# Ikarus 260
Ikarus 260 — 11-метровий автобус марки Ikarus, що вироблявся у Будапешті, Угорщина з 1971 по 1998 роки, за час виробництва було виготовлено понад 8000 екземплярів. Цей автобус широко розповсюджений по країнах СНД і навіть експортувався до країн Африки та Азії, цей автобус є прямим наступником Ikarus 556 та вкорочена версія одночасного виробництва Ikarus 280, популярного зчленованого автобуса-гармошки тієї ж фірми.

## Модель

### Створення і історія моделі

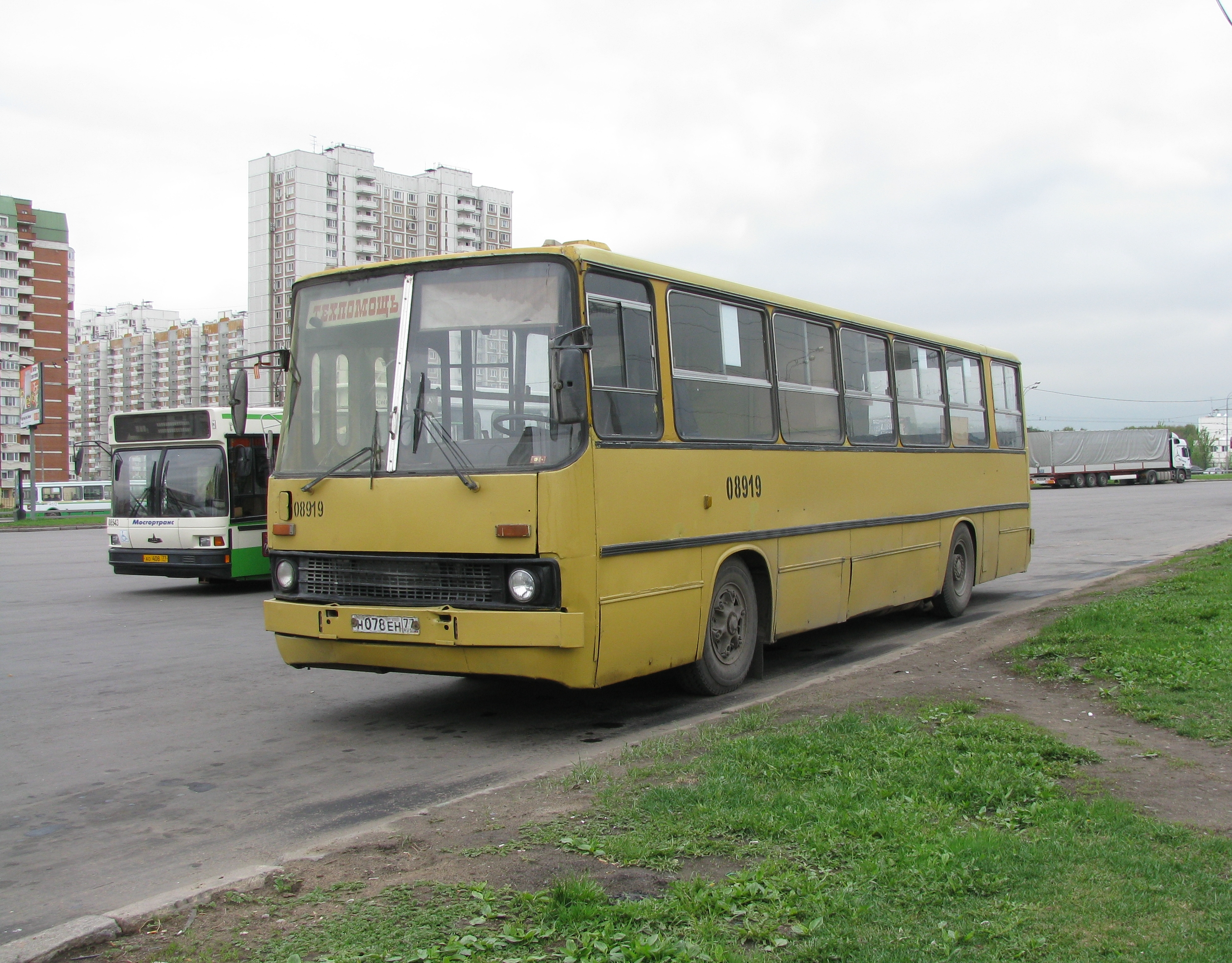
Обрублений Ікарус-280, тепер Ікарус-260

Проект створення моделі 260-го Ікаруса висунули у 1971 році після вдалого старту серійного виробництва відомих «гармошкових» автобусів під індексом «Ikarus 280», 260 модель є нічим іншим, аніж незчленованою версією Ікаруса-280. Серійне виробництво 260 моделі розпочалося у 1972. На той час автобус мав перевагу в тому, що двигун зроблений RABA був розміщений по довжині колісної бази, під підлогою — це значно збільшувало пасажиромісткість. Вже з 1973 року пішов експорт автобусів у СРСР, проте тамтешні заводи не довіряли угорським двигунам і міняли на радянські, що були більш гучні та громіздкі — як наслідок вони не вміщалися під підлогою та встановлювалися на задніх звисах, через це автобус втрачав кілька додаткових місць. З початком 1980-х, експорт Ікарусів 260х пішов на Польщу, Україну, Білорусь, на Балкани, Прибалтику; автобуси експортувалися навіть у азійські та африканські країни. З 1993 року виробництво цих автобусів майже припинилося оскільки було розроблено нову модель Ikarus-415, окремі 260-ті створювалися в Угорщині до 1998 року. З 1988 кабіна водія була повністю відокремлена від салону. З 1995 по 1998 роки у Росії, на ЯМЗі та СВАРЗі почали обрубати зчленовані автобуси Ikarus 280, відрізаючи їм гармошку з причепом та вставляли задній міст: таким чином утворювалися 260-ті моделі. Місце обрубки також могли заліпити шаром металу і ці автобуси ставали технічними; хоч могли виконувати функції пасажирських, проте їм часто знімали пасажирські крісла обладнуючи їх під перевезення вантажів чи устаткування. У 2000-ні автобуси значно застаріли і рідко ремонтуються, тому їх списують через непридатність перевезення або інші технічні недоліки.

### Технічний опис

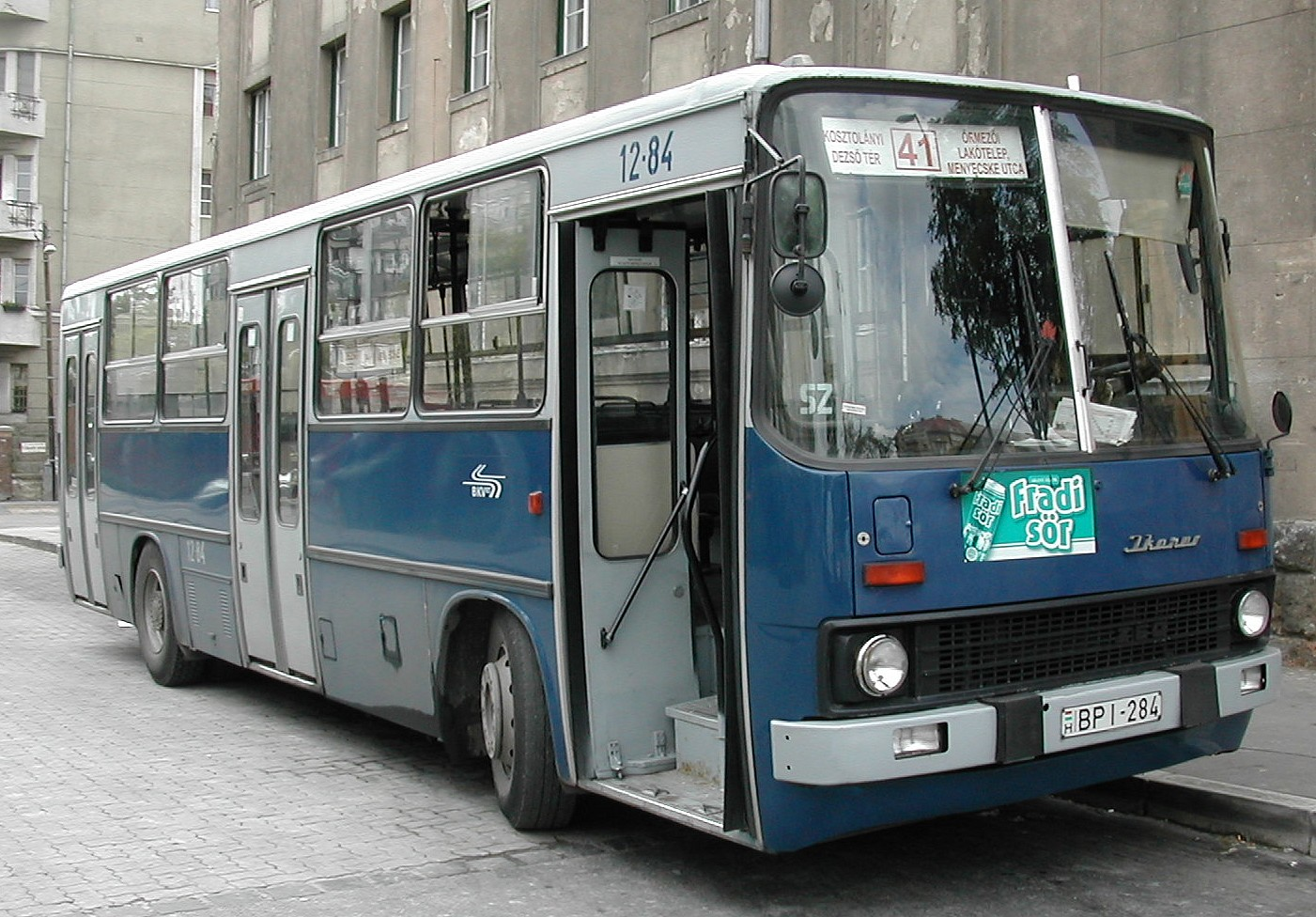
Ікарус-260 у Будапешті у синьому фарбуванні

Основною відмінною рисою експортованих до СРСР (здогом СНД) Ікарусів 260 моделі став яскраво-жовтий колір, у який фарбували переважну більшість Ікарусів в Україні та Росії. У довжину автобус має 11 метрів, у ширину 2,5 і у висоту 3,2 метри. На передку міститься неприхований радіатор та одинарні передні фари з вказівниками поворотів, бампер зварний і відокремлений, збитий до кузова шурупами. Лобове скло, як у більшості Ikarus'ів невелике, розділено надвоє, склоочисники важільні та часто ламаються. Кузов автобуса повністю квадратний та кутастий без сучасних дизайнів (вагонного компонування), перебудований у СРСР двигун знаходиться або на задку або на задньому звисі зліва (хоча угорці обладнували під підлогою). Конструкція кузова досить проста, і тому ресурс кузова становить 100000 кілометрів пробігу до капітального ремонту (тобто) 20 років. Гарантійний строк — 18 місяців. Підвіска у 260-го пневматична з амортизаторами, і 260-та модель одна з найперших хто використовує пневматичну підвіску, раніше застосовувалися механічні, які сильно псувалися за півроку роботи та помітно погіршували хід машини. Салон виконано за новим типом та відчутно збільшено пасажиромісткість. Сидіння зроблено одинарного типу, подвійних у салоні майже не зустрічається; збірний майданчик у задній часині салону повістю очищена від сидінь, які навіть не було переміщено, сидінь разом залишилося 22 штуки, проте завдяки зняттю крісел значно збільшився прохід між сидіннями та збільшилося площа місця для стояння у одній ділянці кузова. Підлога часто збита з лінолеуму чи низькоякісної гуми. Вікна дуже широкі та великі, що є великою перевагою цього автобуса. Загальна ж пасажиромісткість становить 102 чоловіки. Середні двері часто заклепані або узагалі відсутні у моделі Ikarus-260. Протягом виробництва кабіна водія була повністю відокремлена від салону. Кермова система теж від RABA з гідропідсилювачем, стрілкові прилади, спідометр та тахометр не видозмінилися. Гальмівна система барабанного типу; коробка передач або Voith D851/2A4N, або ZF S6-90U на 6 передач дають можливість автобусу розвинути швидкість, трохи більшу від 60 км/год.
Переваги моделі Ikarus 260:
- попри малу кількість сидячих місць, загальна пасажиромісткість становить 102 чоловіки, що дуж багато як для 11-метрового автобуса навіть у теперішній час (зазвичай, 12-метрові мають місткість не більшу від 95—105 чоловік)
- пневматична підвіска дає можливість більш плавному ходу автобуса
- хороший обдув салону
- проста конструкція дає ресурс кузова у 20 і більше років
- непримхливість моделі, зручність використання

Негативи моделі Ikarus 260:
- холод у салоні взимку
- великі витрати пального
- може не допускатися до перевезення через технічні поломки та застарілість (залежно від різновиду)

### Модифікації
За час виробництва було створено більше 30 модифікацій, які мали зовсім незначні зміни у конструкції, здебільшого це були вдосконалення моделі, технічна характеристика лишилася незмінною. Нижче перераховано повний список модифікацій:
- Ikarus 260.01 — базова модель без перегородки водія, з двома дверима. Двигун Raba-D2156HM6U, потужність 192 кВт.
- Ikarus 260.02
- Ikarus 260.03
- Ikarus 260.04
- Ikarus 260.06
- Ikarus 260.12
- Ikarus 260.13
- Ikarus 260.14
- Ikarus 260.17
- Ikarus 260.18
- Ikarus 260.19
- Ikarus 260.20
- Ikarus 260.22
- Ikarus 260.25
- Ikarus 260.27 — приміський автобус з 40 пасажирськими кріслами призначений для міжміського з'єднання, середніх дверей немає. Поставлявся у СРСР у 1981—1988 роках.
- Ikarus 260.29
- Ikarus 260.30
- Ikarus 260.31
- Ikarus 260.32
- Ikarus 260.33
- Ikarus 260.36
- Ikarus 260.37 — оновлена модель Ikarus 260.01 з закритою кабіною водія та передньою стулкою передніх дверей, що відкривалася окремо з кабіни водія. Часто водії розширяли свою кабіну, яка займала передні двері повністю.
- Ikarus 260.38
- Ikarus 260.39
- Ikarus 260.43
- Ikarus 260.45
- Ikarus 260.46
- Ikarus 260.49
- Ikarus 260.50 — автобуси поставляли у СРСР у 1990—1993 роках, кабіна водія повністю відокремлена від салону, двері ширмові або поворотні з двома стулками.
- Ikarus 260.51
- Ikarus 260.52
- Ikarus 260.54
- Ikarus 260.58
- Ikarus 260.70
- Ikarus 260.73
- Ikarus 260.92
- Ikarus 260T — тролейбусна версія

## Технічні характеристики

### Загальні дані
| Параметр             | Характеристика         |
| -------------------- | ---------------------- |
| Модифікація          | Ikarus 260             |
| Виробник             | Ikarus                 |
| Роки виробництва, рр | 1971—1998              |
| Проект, рік          | 1971                   |
| Екземпляри, шт       | понад 10000            |
| Споріднені           | Ikarus 263, Ikarus 280 |

### Кузов і габарити
| Параметр                       | Характеристика               |
| ------------------------------ | ---------------------------- |
| Габаритні розміри, мм          | 11000×2500×3200              |
| Колісна база, мм               | 5400                         |
| Кліренс (дорожній просвіт), мм | 350                          |
| Рівень підлоги, мм             | 920                          |
| Передній/задній звис, мм       | 2460/3140                    |
| Ресурс кузова, роки            | 20                           |
| Колісна формула                | 4×2                          |
| Споряджена маса, кг            | 9000                         |
| Повна маса, кг                 | 16000                        |
| Підвіска                       | пневматична з амортизаторами |

### Салон
| Параметр             | Характеристика               |
| -------------------- | ---------------------------- |
| Формула дверей       | 2—2—2; 2—0—2; 2—0—1          |
| Сидячих місць, шт    | 22                           |
| Стоячих місць, шт    | 80                           |
| Повна місткість, чол | 102                          |
| Обдув                | примусовий або вентиляторний |

### Двигун і КПП
| Параметр                                         | Характеристика               |
| ------------------------------------------------ | ---------------------------- |
| Марка двигуна                                    | Raba-D2156НМ6U               |
| Тип                                              | дизельний                    |
| Потужність, КВт                                  | 192                          |
| Робочий об'єм, літри                             | 10,349                       |
| Місткість паливного бака, літри                  | 250                          |
| Обертальний момент, Нм                           | 696                          |
| Максимальна кількість оборотів двигуна, тисяч/хв | 2.8                          |
| Коробка передач                                  | ZF S6-90U Voith D851/2A4N    |
| Тип                                              | механічна або гідромеханічна |
| Супіні КП                                        | 6                            |
| Циліндрів, шт                                    | 6                            |

### Ходові характеристики
| Параметр                                               | Характеристика |
| ------------------------------------------------------ | -------------- |
| Шини                                                   | 11.00 R 20     |
| Підйом що може подолати автобус, %                     | 22             |
| Гальмівна система, тип                                 | барабанна      |
| Максимальна швидкість при повному завантаженні, км/год | 60             |
| Максимальна швидкість при порожньому салоні, км/год    | 60—66          |
| Розгін 0—40 км/год при повному салоні, сек             | 28             |
| Уповільнення з 50 до 10 км/год при повному салоні, сек | 13             |
| Гальмівний шлях з 60 км/год, метри                     | 36.6           |
| Витрати палива при 40 км/год на 100 км, літри          | 28.8           |
| Витрати палива при 60 км/год на 100 км, літри          | 39             |